# Tavurvur
Il Tavurvur è uno stratovulcano nei pressi di Rabaul, in Papua Nuova Guinea, nella provincia della Nuova Britannia Est. È un vulcano sorto all'interno della caldera di Rabaul: questa formazione vulcanica antica e in parte sommersa ha formato sui suoi bordi vari nuovi coni vulcanici, tra cui il molto attivo Tavurvur.

## Storia
Nel 1937, Tavurvur, assieme a un altro vulcano attivo della caldera, eruttò provocando la morte di 507 persone e causando enormi danni alla città di Rabaul. Nel 1994 una nuova forte eruzione, ancora in congiunzione con il vicino vulcano, forzarono le popolazioni della regione ad abbandonare completamente la città e a portare la capitale della regione a Kokopo.
Il 7 ottobre 2006 una nuova forte eruzione esplosiva con un pennacchio di ceneri raggiunse un'altezza di 18 km. In questa occasione le ceneri ricaddero in mare.
Nel 2009 ci fu una nuova attività che non si è ancora conclusa.

## Galleria d'immagini

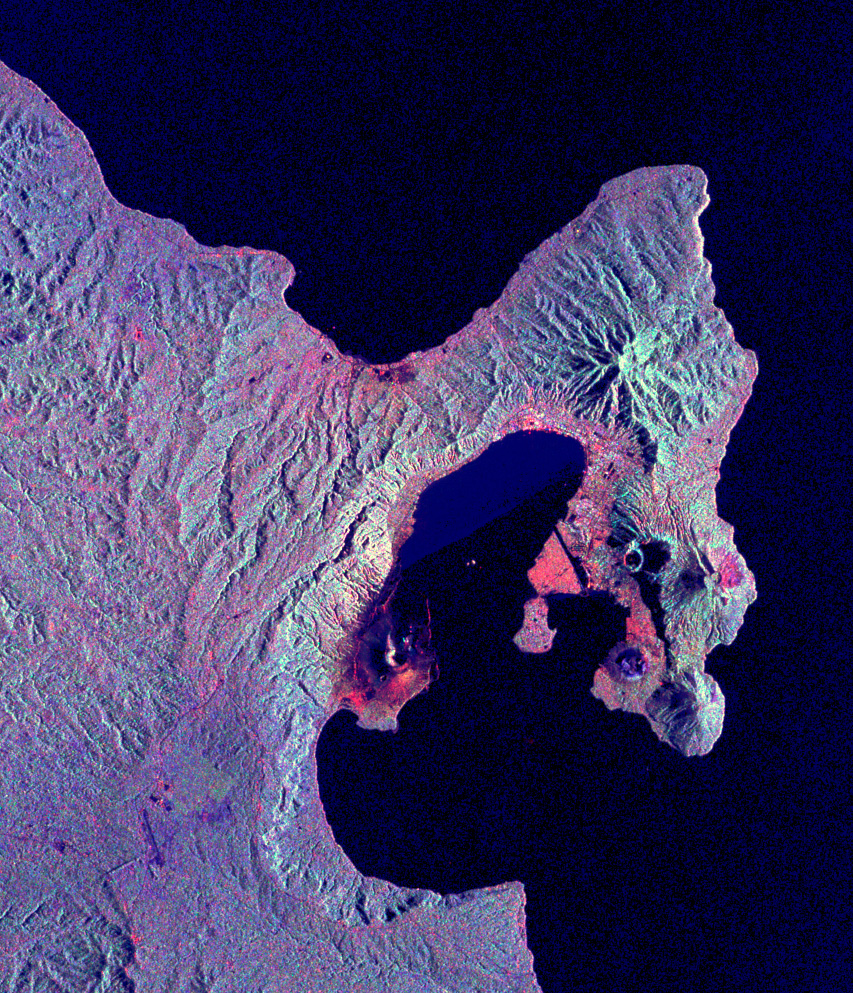
Immagine radar spaziale del vulcano di Rabaul.
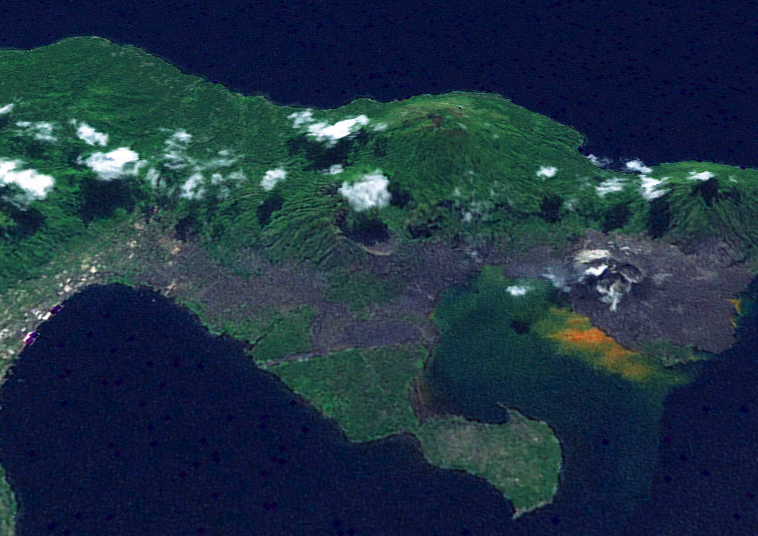
Tavurvur dallo spazio.
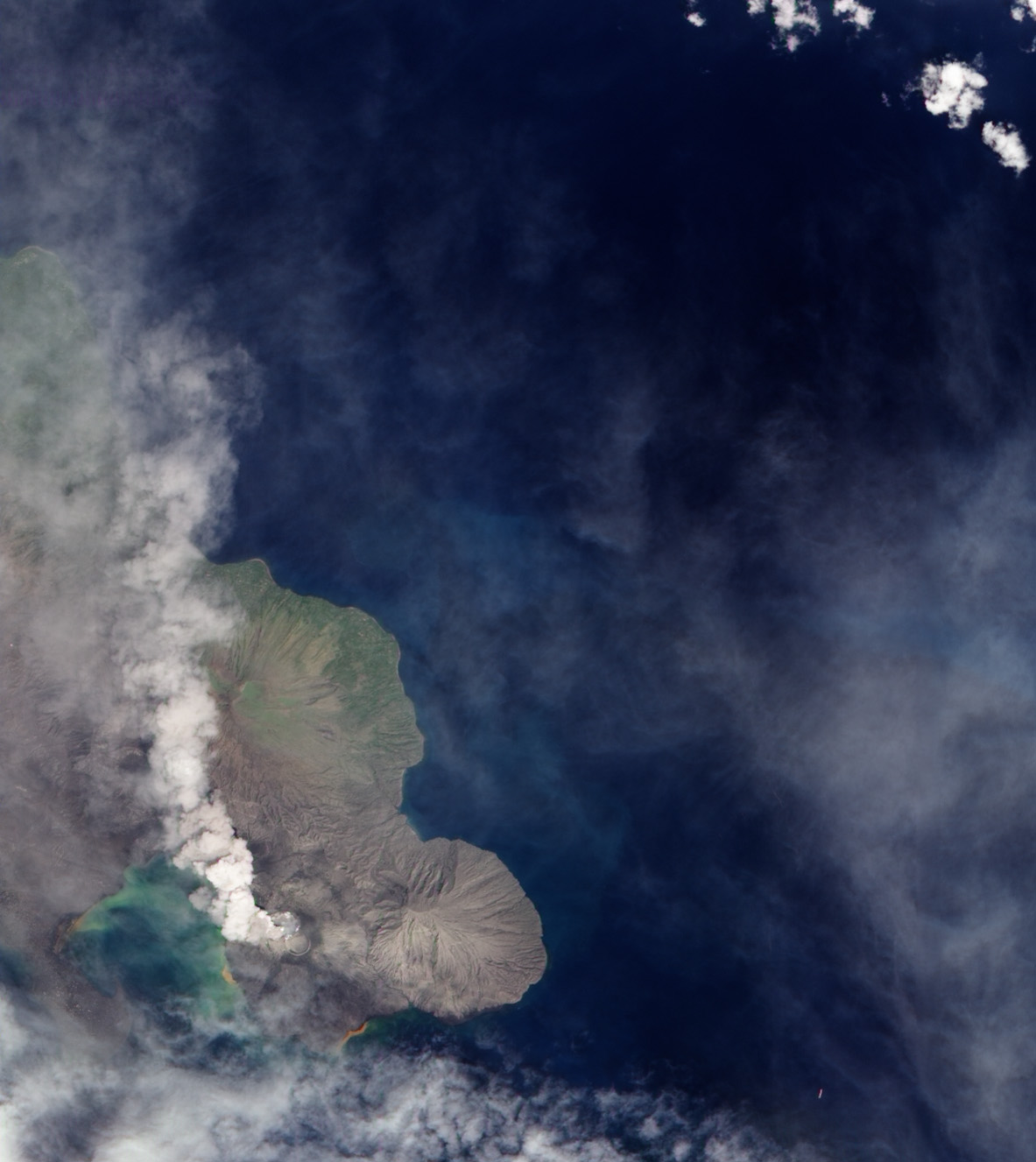
Un pennacchio di cenere si alza dal vulcano, durante l'eruzione del '94.